# О сухой траве
«О сухой траве» или «О сухих травах» (тур. Kuru Otlar Üstüne) — художественный фильм турецкого режиссёра Нури Бильге Джейлана, главные роли в котором сыграли Мерве Диздар и Дениз Джелилоглу. Его премьера состоялась в мае 2023 года на Каннском кинофестивале.

## Сюжет
Главный герой фильма — школьный учитель из Восточной Анатолии, которого обвинили в педофилии.

## В ролях
- Мерве Диздар
- Дениз Джелилоглу

## Премьера и восприятие
Премьерный показ картины состоялся в мае 2023 года на Каннском кинофестивале. Картина участвовала в основной программе. Сыгравшая главную роль Мерве Диздар получила приз фестиваля за лучшую женскую роль.